# Hoge Raad voor Ambachtelijke Lambiekbieren

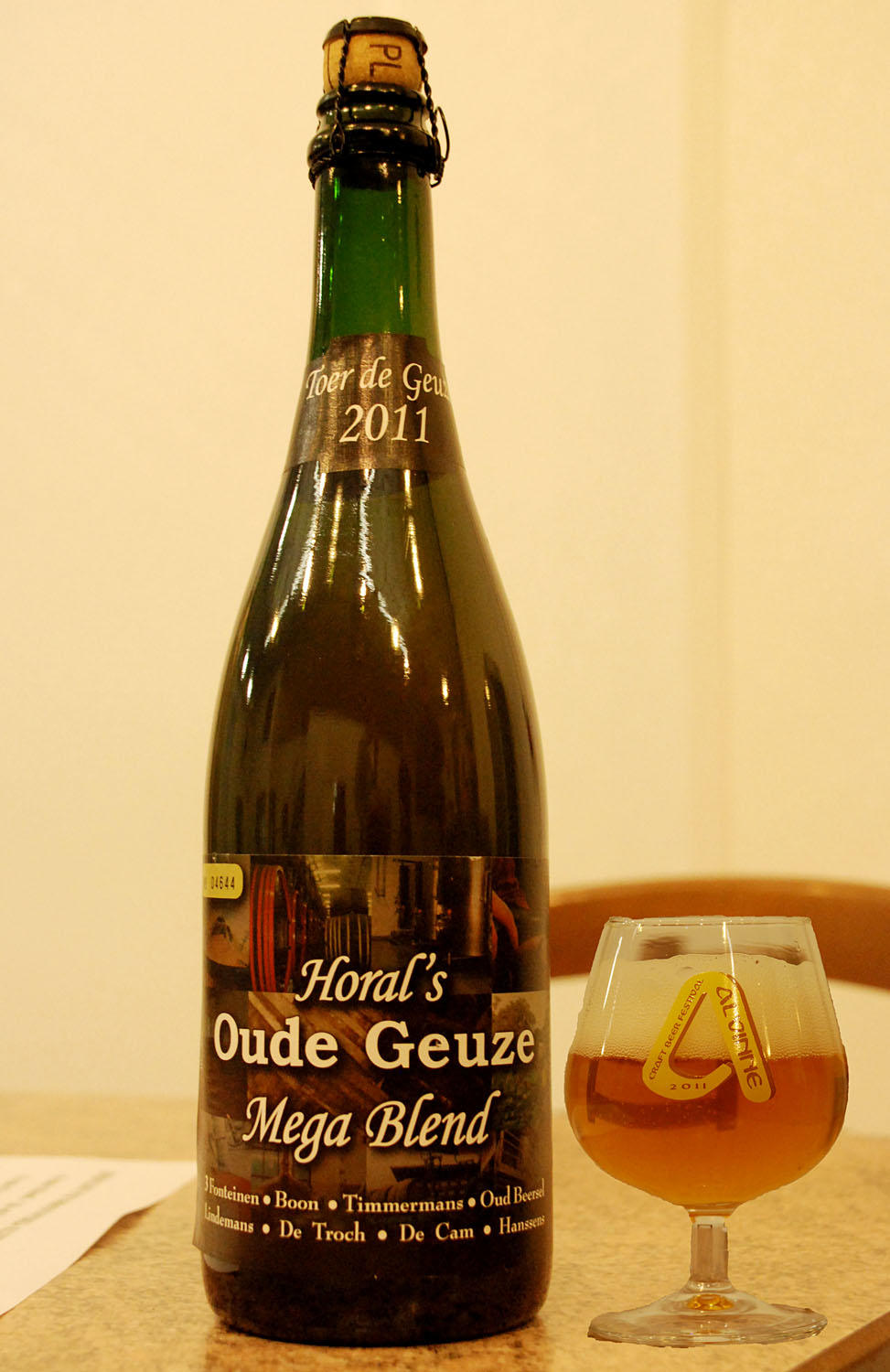
Horal’s Oude Geuze Megablend

De Hoge Raad voor Ambachtelijke Lambiekbieren (HORAL) is de vzw die geuzeproducenten van het Pajottenland en de Zennevallei groepeert. 
Doel van vereniging is de promotie en bescherming van de ambachtelijke lambiekbieren. Tot de activiteiten behoort de organisatie van de tweejaarlijkse Toer de Geuze, die sinds 1997 wordt georganiseerd. Vanaf 2009 wordt ook telkens een speciale geuze uitgebracht, een megablend vervaardigd met lambiek van alle deelnemende lambiekbrouwerijen en geuzestekerijen. 

## Historiek
De organisatie werd opgericht op initiatief van Armand Debelder van brouwerij 3 Fonteinen en kwam voor het eerst samen op 10 januari 1997. De zes initiële leden waren Boon, De Oude Cam, De Troch, 3 Fonteinen, Lindemans en Timmermans. Daarnaast waren OBP-afdelingen de Bierpallieters (Buggenhout) en OPA (Aalst) aangesloten.
Kort daarop, op 19 oktober 1997, vervoegden Oud Beersel en De Keersmaeker (Mort Subite) de vereniging en in 2000 OBP-afdeling De Lambikstoempers. In 2004 sloot ook Girardin zich aan. Toen Oud Beersel in 2003 de deuren sloot, verliet de brouwerij HORAL. Na de heropstart eind november 2005 werd Oud Beersel opnieuw lid op 18 januari 2006. In 2012 sloot Tilquin zich aan.
In januari 2019 verlieten 3 Fonteinen en Girardin de Hoge Raad. Nieuwe leden zijn Lambiek Fabriek sinds januari 2020, Den Herberg sinds januari 2022, Eylenbosch sinds januari 2023 en Kestemont sinds januari 2024.

## Bestuur
Huidig voorzitter is Gert Christiaens van Oud Beersel. Wim De Kelver van De Lambikstoempers is secretaris en Joost De Four van bierrestaurant De Heeren van Liedekercke (Denderleeuw) is penningmeester.
Gewezen voorzitters:
- Armand Debelder (1997-2015)
- Frank Boon (2015-2019)

## Aangesloten leden

### Brouwerijen
- Boon (Lembeek)
- De Oude Cam (Gooik)
- Den Herberg (Buizingen)
- De Troch (Wambeek)
- Eylenbosch (Zellik)
- Hanssens (Dworp)
- Lambiek Fabriek (Sint-Pieters-Leeuw)

- Kestemont ( Sint-Gertrudis-Pede)
- Lindemans (Vlezenbeek)
- Mort Subite (Kobbegem)
- Oud Beersel (Beersel)
- Tilquin (Bierk)
- Timmermans (Itterbeek)

### Andere
- De Lambikstoempers vzw (Zythos biervereniging)
- De Heeren van Liedekercke (bierrestaurant)
- Het Geuzegenootschap vzw
- Biercentrum De Lambiek (biermuseum)